# Lechriodus aganoposis
Lechriodus aganoposis là một loài ếch thuộc họ Myobatrachidae.
Loài này có ở Tây Papua ở Indonesia và Papua New Guinea.
Môi trường sống tự nhiên của chúng là vùng núi ẩm nhiệt đới hoặc cận nhiệt đới, đầm nước ngọt có nước theo mùa, và vườn nông thôn.